# Le Vainqueur (film, 1924)
Pour les articles homonymes, voir Le Vainqueur.
Pour plus de détails, voir Fiche technique et Distribution.
Le Vainqueur (The Alaskan) est un film muet américain réalisé par Herbert Brenon, sorti en 1924. 
Il s'agit d'une adaptation du  roman L'Homme de l'Alaska (The Alaskan) de James Oliver Curwood, publié en 1923. Le film est considéré comme perdu.

## Fiche technique
- Titre original : The Alaskan
- Réalisation : Herbert Brenon

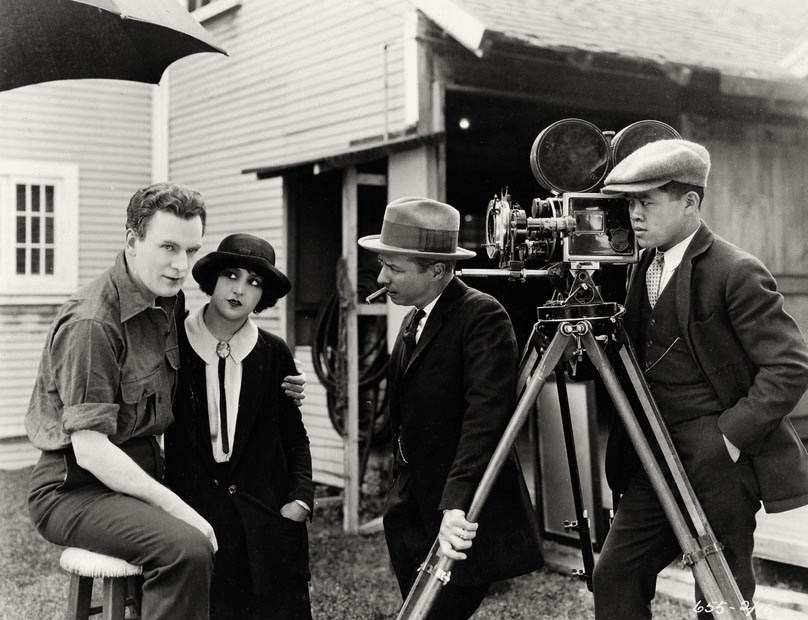
Thomas Meighan, Estelle Taylor, Herbert Brenon (réalisateur) et James Wong Howe (photographie).

- Scénario : Willis Goldbeck  d'après le roman L'Homme de l'Alaska de James Oliver Curwood
  - Intertitres : Harry H. Caldwell
- Photographie : James Wong Howe
- Production : Adolph Zukor, Jesse L. Lasky
- Société de production : Paramount Pictures, Famous Players-Lasky
- Société de distribution : Paramount Pictures (États-Unis), Famous Players-Lasky (Royaume-Uni)
- Pays d'origine :  États-Unis
- Langue originale : anglais (intertitres)
- Métrage : 2 053,15 m (7 bobines)[2]
- Format : noir et blanc — 35 mm — 1,33:1 — Muet
- Genre : drame
- Durée : 70 minutes
- Dates de sortie :
  - États-Unis : 14 septembre 1924 (première à New York) - 22 septembre 1924 (sortie nationale)

## Distribution
- Thomas Meighan : Alan Holt
- Estelle Taylor : Mary Standish
- John St. Polis : Rossland
- Frank Campeau : Stampede Smith
- Anna May Wong: Keok
- Alphonse Ethier : John Graham
- Maurice de Canonge : Tautuk
- Charles Ogle : Lawyer